# Kamień (rejon piński)
Kamień (biał. Камень; ros. Камень) – wieś na Białorusi, w obwodzie brzeskim, w rejonie pińskim, w sielsowiecie Pohost Zahorodzki (którego władz jest siedzibą), nad Bobrykiem Pierwszym.
Znajduje się tu filialna cerkiew prawosławna pw. św. Mikołaja Cudotwórcy z 1779 r., podlegająca parafii w Pohoście Zahorodzkim.
W dwudziestoleciu międzywojennym leżał w Polsce, w województwie poleskim, w powiecie pińskim, w gminie Pohost Zahorodzki. Po II wojnie światowej w granicach Związku Sowieckiego. Od 1991 w niepodległej Białorusi.